# Fuad I.
Fuad I. (arapski فؤاد الأول) (Kairo, 26. ožujka 1868. – Kairo, 28. travnja 1936.) - službeni naziv: kralj Egipta i Sudana, suverene Nubije, Kurdufama i Darfura - od 1917. do 1922. sultan, a od 1922. do 1936. prvi kralj modernoga Egipta. 
Bio je sin Ismail paše i Farial Kadin. Prije nego što je postao sultan, odigrao je u veliku ulogu prilikom osnivanja Sveučilišta u Kairu. Bio je prvi rektor toga sveučilišta. Bio je i predsjednik Egipatskoga geografskoga društva. Želio je doći na vlast u Albaniji, jer je imao i nešto albanskog porijekla.
Postao je sultan 1917., nakon smrti svog brata, sultana Husseina Kamila. Nakon egipatske revolucije 1919., Ujedinjeno Kraljevstvo prekinulo je protektorat nad Egiptom i priznalo Egipat kao suverenu državu 1922. Od tada vlada Egiptom kao kralj.
Tijekom svoje vladavine pokušao je promijeniti ustav i smanjiti ulogu egipatskog parlamenta, ali je zbog pritiska naroda, odustao od toga. Puno puta je raspuštao parlament, što mu je dopuštao ustav.
Nakon njegove smrti prijestoljem Egipta, vladao je njegov sin Faruk I., a njegova kći princeza Fawzia Egipatska, bila je prva žena iranskog šaha Mohammeda Reze Pahlavija. Oni su bili njegova djeca iz drugog braka s kraljicom Nazli Sabri. U prvom braku bio je sa Shwikar Kanum Effendi.